# فرع العملاقة الحمراء

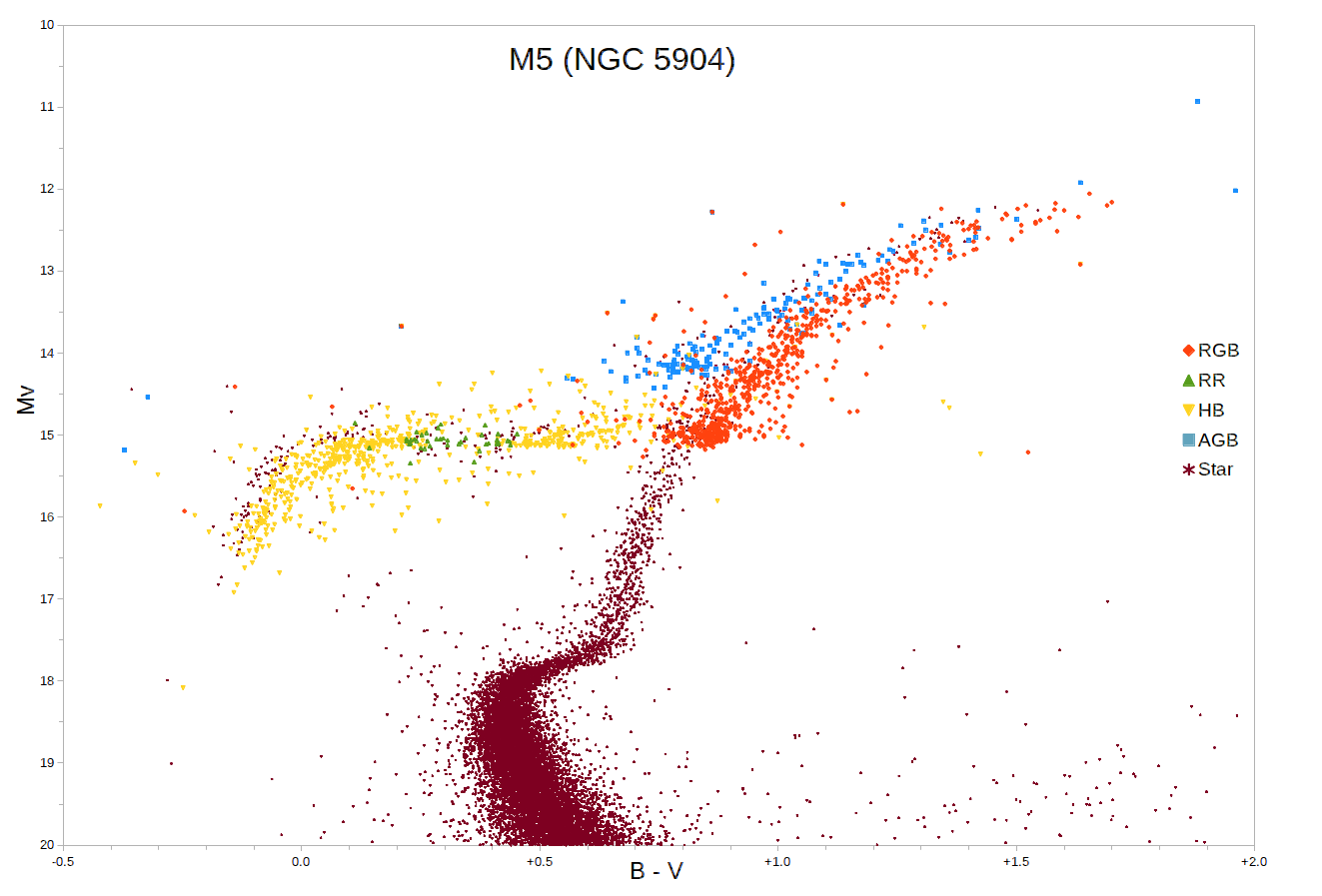
رسم هرتزبرونغ-راسل البياني للعنقود المغلق مسييه 5. فرع العملاقة الحمراء يمتد من فرع شبه عملاق الأفقي الرقيق إلى اليمين العلوي، مع عدد من نجوم فرع العملاق الأحمر الأكثر ضياء باللون الأحمر.

فرع العملاقة الحمراء أو فرع العملاق الأحمر (بالإنجليزية: Red-giant branch)‏ (RGB)، الذي يسمى أحيانا فرع العملاق الأول، هو جزء من فرع النجوم العملاقة قبل اشتعال الهيليوم. بل هو مرحلة من مراحل تطور النجم الذي يتبع التسلسل الرئيسي للنجوم المنخفضة الكتلة إلى النجوم المتوسطة الكتلة.
نجوم فرع العملاقة الحمراء لها نواة من الهليوم الخامل محاطة بغلاف من الهيدروجين المنصهر من خلال دورة كربون-نيتروجين-أكسجين. وهي من الفئة K- و M- الأكبر بكثير والأكثر ضياء من نجوم التسلسل الرئيسي من نفس درجة الحرارة.

## الاكتشاف

ألمع النجوم في العناقيد المغلقة مثل إن جي سي 288 عمالقة حمراء

العملاق الأحمر حدد في وقت مبكر من القرن العشرين عندما جعل استخدام رسم هرتزبرونغ-راسل انة من الواضح أن هناك نوعين متميزين من النجوم الباردة ذات الأحجام المختلفة جدا:النجوم القزمة والنجوم العملاقة، التي تعرف الآن رسميا باسم التسلسل الرئيسي.
جاء مصطلح فرع الحمراء العملاقة إلى حيز الاستخدام خلال الأربعينيات والخمسينيات، على الرغم من انة استخدم في البداية كمصطلح عام للإشارة إلى منطقة النجوم الحمراء العملاقة في رسم هرتزبرونغ-راسل. ومع ان التفاعل النووى الحرارى على مدى عمر نجوم النسق الأساسي الذي تليه مرحلة الانكماش الدينامية الحرارية إلى قزم أبيض مفهوم منذ عام 1940، لكن التفاصيل الداخلية للأنواع المختلفة من النجوم العملاقة لم تكن معروفة.
في عام 1968، تم استخدام اسم فرع عملاق مقارب (AGB) لفرع من النجوم أكثر ضياء إلى حد ما من الجزء الأكبر من العمالقة الحمراء الغير مستقرة، وفي كثير من الأحيان لجزء كبير من النجوم المتغيرة مثل النجم ميرا. عمليات رصد فرع العمالقة الحمراء المتشعب اجريت قبل سنوات ولكن لم يتضح كيف كانت الصلة بين السلاسل المختلفة. بحلول عام 1970، كانت المنطقة الحمراء العملاقة مفهومة جيدا باعتبارها مكونة من نجم شبه عملاق والعملاق الأحمر.وأصبح الفرع الأفقي، وفرع عملاق مقارب وحالة تطور النجوم في هذه المناطق مفهوم على نطاق واسع. وقد وصف فرع العملاقة الحمراء كفرع العملاق الأول في عام 1967، لتمييزه عن فرع العملاق الثاني أو المقارب ولا يزال هذا المصطلح يستخدم اليوم في كثير من الأحيان.
الفيزياء النجمية الحديثة صاغت العمليات الداخلية التي تنتج مختلف مراحل حياة ما بعد التسلسل الرئيسي لنجوم الكتلة المعتدلة، مع التزايد المستمر للتعقيد والدقة. ونتائج الأبحاث حول فرع العملاقة الحمراء تستخدم كأساس الأبحاث في المناطق الأخرى.

## التطور
عندما تكون كتلة النجم مابين نحو 0.4 M☉ (كتلة شمسية) إلي 12 M☉ يستنزف أنوية الهيدروجين ويدخل مرحلة حرق غلاف الهيدروجين خلال تحولة ليصبح عملاقا أحمر، ويصبح النجم أكبر وأكثر برودة من النسق الرئيسي. و داخل النجم يمر عبر عدة مراحل متميزة خلال حرق غلاف الهيدروجين والتي تنعكس على المظهر الخارجي للنجم.وتختلف المراحل التطورية اعتمادا بالدرجة الأولى على كتلة النجم، والمعدنية.

### مرحلة شبه عملاق
بعد ان يستنزف نجم النسق الأساسي نواة الهيدروجين، فإنه يبدأ بدمج الهيدروجين في غلاف سميك حول نواة تتألف في معظمها من الهيليوم.لب الهليوم لا يزال أقل من حد شونبيرغ-شاندراسيخار وفي حالة توازن حراري،والنجم الآن شبه عملاق.وتستهلاك الطاقة الإضافية المنتجة من صدفة الانصهار في تضخيم غلاف النجم ويبرد النجم ولا يزيد لمعانا.
يستمر انصهار غلاف الهيدروجين في النجوم ذات الكتلة المقاربة لكتلة الشمس حتى تزداد كتلة لب الهليوم بما فيه الكفاية لدرجة التحلل.. ثم ينكمش اللب، مع ارتفاع درجة حرارتة، ويظهر النجم انحدار قوي لدرجة الحرارة.غلاف الهيدروجين المنصهر من خلال حرارة دورة كربون-نيتروجين-أكسجين يزيد من معدل إنتاج الطاقة، والنجوم في هذة المرحلة تعتبر قريبة من فرع العملاقة الحمراء. لنجم بنفس كتلة الشمس، قد يستغرق ذلك ما يقرب من ملياري سنة حتى يستنفد الهيدروجين من قلب النجم.

### تصاعد فرع العملاق الأحمر

النجوم المشابة للشمس لها قلب متحلل في فرع العملاق الأحمر ويصعد إلى الرأس قبل بدء إنصهار لب الهليوم مترافق مع الوميض.

النجوم الهائلة والأكبر كتلة من الشمس لا يكون لها نواة متحللة وتغادر فرع العملاق الأحمر قبل الرأس عندما يتشعل الهليوم من دون حدوث وميض.

النجوم القريبة من مرحلة فرع العملاق الأحمر لها درجات حرارة متماثلة في حدود 5000 كلفن، وهو ما يمثل أوائل إلى منتصف النوع الطيفي K. ويتراوح لمعانها مابين عدة مرات أكثر من الشمس للنجوم العمالقة الحمراء ذات الكتلة المنخفضة إلى عدة آلاف من المرات للنجوم ذات الكتلة المقاربة من 8 M☉ كتلة شمسية.
ومع استمرار إنتاج غلاف الهيدروجين لهذة النجوم للمزيد من الهليوم، كتلة نواة نجوم فرع العملاق الأحمر تزداد وكذلك درجة حرارتها. هذا يتسبب في انصهار غلاف الهيدروجين بسرعة أكبر.وتصبح النجوم أكثر ضياء، ويكبر حجمها، وتصبح ابرد إلى حد ما. وهي وصفة الصعود إلى مرحلة فرع العملاق الأحمر.

### رأس فرع العملاق الأحمر
للنجوم ذات انوية الهليوم المتحللة هناك حد لهذا النمو في الحجم والمعان يعرف بأسم رأس فرع العملاق الأحمر، حيث تكون درجة حرارة اللب كافية لبدء الانصهار. كل النجوم التي تصل إلى هذه النقطة لها كتلة هليوم متطابقة ما يقرب من 0.5 M☉ وتتشابة جدا في اللمعان ودرجة الحرارة.وقد استخدمت هذه النجوم المضيئة كمؤشرات بصرية قياسية للمسافة رأس فرع العملاق الأحمر يحدث عند حوالي قدر مطلق -3 ودرجة حرارة حول 3,000 كلفن عند معدنية مقاربة للشمس، واقرب إلى 4,000 كلفن عند معدنية منخفضة جدا.

## الخصائص
يبين الجدول التالي الأعمار النموذجية لنجوم التسلسل الرئيسي وفرع شبة عملاق وفرع العملاقة الحمراء لنجوم ذات كتل أولية مختلفة، ودرجة حرارة السطح الفعالة، والقطر، والتألق في بداية ونهاية مرحلة فرع العملاق الأحمر لكل نجم.نهاية فرع العملاق الأحمر يحددة بداية اشتعال لب الهليوم.
| كتلة (M☉) | التسلسل الرئيسي (مليار سنة) | شبه عملاق (مليون سنة) | فرع العملاق الأحمر (مليون سنة) | فرع العملاق الأحمربداية | فرع العملاق الأحمربداية        | فرع العملاق الأحمربداية          | فرع العملاق الأحمربداية | فرع العملاق الأحمرنهاية | فرع العملاق الأحمرنهاية        | فرع العملاق الأحمرنهاية          | فرع العملاق الأحمرنهاية |  |
| كتلة (M☉) | التسلسل الرئيسي (مليار سنة) | شبه عملاق (مليون سنة) | فرع العملاق الأحمر (مليون سنة) | كتلة اللب (M☉)          | درجة حرارة السطحالفعالة (كلفن) | القطر {\displaystyle R_{\odot }} | ضياء ( L☉ )             | كتلة اللب (M☉)          | درجة حرارة السطحالفعالة (كلفن) | القطر {\displaystyle R_{\odot }} | ضياء ( L☉ )             |  |
| --------- | --------------------------- | --------------------- | ------------------------------ | ----------------------- | ------------------------------ | -------------------------------- | ----------------------- | ----------------------- | ------------------------------ | -------------------------------- | ----------------------- |  |
| 0.6       | 58.8                        | 5,100                 | 2,500                          | 0.10                    | 4,634                          | 1.2                              | 0.6                     | 0.48                    | 2,925                          | 207                              | 2,809                   |  |
| 1.0       | 9.3                         | 2,600                 | 760                            | 0.13                    | 5,034                          | 2.0                              | 2.2                     | 0.48                    | 3,140                          | 179                              | 2,802                   |  |
| 2.0       | 1.2                         | 10                    | 25                             | 0.25                    | 5,220                          | 5.4                              | 19.6                    | 0.34                    | 4,417                          | 23.5                             | 188                     |  |
| 5.0       | 0.1                         | 0.4                   | 0.3                            | 0.83                    | 4,737                          | 43.8                             | 866.0                   | 0.84                    | 4,034                          | 115                              | 3,118                   |  |

النجوم المتوسطة الكتلة لاتفقد سوى جزء صغير من كتلتها كنجوم النسق الرئيسي والنجوم الشبة عملاقة، ولكنها تفقد كمية كبيرة من كتلتها عندما تكون عمالقة حمراء.
الكتلة التي يخسرها نجم مشابهة للشمس تؤثر على درجة الحرارة وسطوع النجم عندما يصل إلى الفرع الأفقي، وبالتالي فإن خصائص النجوم الحمراء مجتمعة يمكن استخدامها لتحديد الفرق بين الكتل قبل وبعد وميض الهيليوم.
فقدان الكتلة أكثر صعوبة للقياس المباشر للنجوم الهائلة التي خرجت من فرع العملاقة الحمراء قبل وميض الهيليوم. الكتلة القائمة لمتغير قيفاوي على سبيل المثال دلتا الملتهب يمكن قياسها بدقة لأنها إما تكون نجوم ثنائية أو نجوم نابضة.وبالمقارنة مع النماذج التطورية، مثل تلك النجوم قد تكون فقدت حوالي 20٪ من كتلتها، والكثير من الكتلة يفقد خلال مرحلة تكون الحلقات الزرقاء وخلال عبور المتغير القيفاوي مرحلة العمالقة (شريط عدم الاستقرار) وقبل أن ينفجر عل شكل مستعر أعظم نوع 2.

### النجوم المتغيرية
بعض العملاقة الحمراء مطالها متغير.العديد من النجوم المتغيرة النابضة المعروفة هي متغيرات ميرا لها فترات منتظمة ومطال من عدة أقدار، والمتغيرات شبه المنتظمة ذات الفترات الأقل وضوحا أو الفترات المتعددة والمطال الأقل، والمتغيرات الغير منتظمة البطيئة والتي ليس لها فترة اضحة اعتبرت على انها من فرع العملاق المقارب أو عمالقة حمراء. وبعض نجوم فرع العملاق الأحمر لم تعتبر ابدا نجوم متغيرة. وهناك بعض الاستثناءات لبعض النجوم حددت على انها عملاق مقارب ذات لمعان منخفض.
بدأت الدراسات في أواخر القرن العشرين تشير إلى أن جميع عمالقة الفئة M كانت نجوم متغيرة لها مطال قدرة 10 ملي أو أكثر، ومن المرجح أن عمالقة الفئة K متغيرة أيضا لكن لها مطال أصغر. وهذه النجوم المتغيرة من بين العمالقة الحمراء الأكثر سطوعا، وعلى مقربة من رأس فرع العملاقة الحمراء، ولكن كان من الصعب القول بأن جميع هذة النجوم هي في الواقع عملاق مقارب. وتظهر هذة النجوم فترة مطال ذات علاقة مع متغيرات المطال الكبيرة النابضة ببطء أكثر.

## انظر ايضأ
- رأس فرع العملاق الأحمر